# Esquadrão N.º 111 da RAF

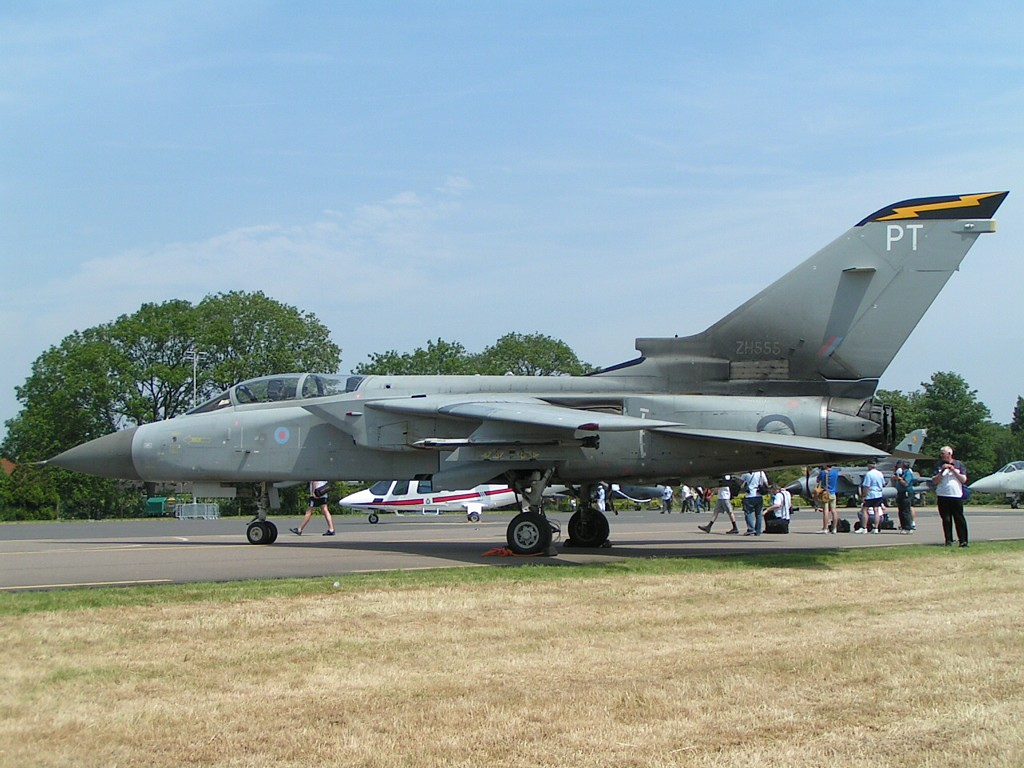
⠀⠀⠀⠀⠀

O Esquadrão N.º 111, também conhecido como N.º CXI (F) e apelidado de Treble One, foi um esquadrão da Força Aérea Real. Foi formado em 1917 no Médio Oriente como o Esquadrão N.º 111 do Royal Flying Corps durante a reorganização da Força Expedicionária Egípcia depois de o General Edmund Allenby ter assumido o comando durante a campanha do Sinai e da Palestina. O esquadrão permaneceu no Médio Oriente após o fim da Primeira Guerra Mundial até 1920, quando foi renumerado como N.º 14.
O esquadrão foi reformado em 1923. Na Segunda Guerra Mundial em 1940, lutou na Batalha da Grã-Bretanha. No final de 1941, mudou-se para o Mediterrâneo, onde esteve envolvido na Campanha do Norte da África e depois na invasão aliada da Sicília e na invasão aliada da Itália. Dissolvido nos anos após a guerra, o esquadrão foi novamente formado em 1953 com aviões a jacto.
Operando aviões Hawker Hunter, o esquadrão tinha uma equipa de exibição acrobática - os Black Arrows. Ele continuou a executar acrobacias quando foi reequipado com o interceptor Lightning. O esquadrão mudou-se para a Escócia em 1975, logo depois de mudar para os Phantoms. Em 1990, o esquadrão começou a voar a variante de defesa aérea do Panavia Tornado. Operou o Panavia Tornado F3 na defesa aérea da RAF Leuchars, Escócia, até março de 2011, quando foi dissolvido, encerrando o serviço do Tornado F3 na RAF.

## Operado por aeronave
Operados por aeronaves incluem:
- Bristol Scout
- Royal Aircraft Factory B.E.2e
- Bristol M.1e
- de Havilland DH.2
- Vickers F.B.19
- Bristol F.2B Fighter
- Royal Aircraft Factory S.E.5a
- Nieuport 17
- Nieuport 23
- Nieuport 24
- Bristol F.2B Fighter
- Gloster Grebe Mk.II
- Sopwith Snipe
- Armstrong Whitworth Siskin Mk.III
- Armstrong Whitworth Siskin Mk.IIIa
- Bristol Bulldog Mk.IIa
- Gloster Gauntlet Mk.II
- Hawker Hurricane Mk.I
- Hawker Hurricane Mk.IIa
- Supermarine Spitfire Mk.I
- Supermarine Spitfire Mk.IIa
- Supermarine Spitfire Mk.Vb
- Supermarine Spitfire Mk.IXe
- Gloster Meteor F.8
- Hawker Hunter F.4
- Hawker Hunter F.6
- English Electric Lightning F.1A
- English Electric Lightning F.3
- English Electric Lightning F.6
- McDonnell Douglas Phantom FGR.2
- McDonnell Douglas Phantom FG.1
- Panavia Tornado F.3